# 日本とミクロネシア連邦の関係
日本とミクロネシア連邦の関係（にほんとミクロネシアれんぽうのかんけい、英語: Federated States of Micronesia–Japan relations） では、日本とミクロネシア連邦の関係について概説する。

## 両国の比較
|                   | ミクロネシア連邦              | 日本                           |
| ----------------- | ----------------------------- | ------------------------------ |
| 人口              | 11万3815人（2019年）          | 1億2626万人（2019年）          |
| 国土面積          | 700 km²                       | 37万7972 km²                   |
| 人口密度          | 161 人/km²（2018年）          | 347 人/km²（2018年）           |
| 首都              | パリキール                    | 東京都（事実上）               |
| 最大都市          | ウェノ                        | 東京都区部                     |
| 政体              | 大統領制 共和制 連邦制        | （民主制）議院内閣制           |
| 公用語            | 英語                          | 日本語（事実上）               |
| 通貨              | アメリカ・ドル                | 日本円                         |
| 国教              | なし                          | なし                           |
| 人間開発指数      | 0.627                         | 0.919                          |
| 民主主義指数      | ‐                             | 7.99                           |
| GDP（名目）       | 4億193万2300米ドル（2019年）  | 5兆819億6954万米ドル（2019年） |
| 一人当たり名目GDP | 3568.3米ドル（2019年）        | 40246.9米ドル（2019年）        |
| GDP（購買力平価） | 3億9964万3917米ドル（2019年） | 5兆5043億3091米ドル（2019年）  |
| 一人当たり実質GDP | 3548.0米ドル（2019年）        | 43593.5米ドル（2019年）        |
| 経済成長率        | 0.2%（2019年）                | 0.7%（2019年）                 |
| 軍事費            | ‐米ドル（2019年）             | 476億902万米ドル（2019年）     |
| 地図              |                               |                                |

## 歴史

### 日本統治時代
1885年のドイツ帝国の占領より現在ミクロネシア連邦を構成するカロリン諸島はドイツ領ニューギニアの一部を構成していたが、第一次世界大戦では日本が日英同盟に基づいて連合国側で参戦。赤道以北の南洋諸島を占領したまま終戦をむかえて、1922年のヴェルサイユ条約によって日本はドイツ帝国の植民地をほぼそのまま委任統治領として受け継いだ。
日本は南洋諸島を獲得後、パラオのコロールに南洋庁を設置し、国策会社の南洋興発株式会社や南洋拓殖株式会社を設立して島々の開拓、産業の扶植を行った。カロリン諸島ではヤップ島にヤップ支庁が、トラック島にトラック支庁が、ポンペイ島にはポナペ支庁（コスラエ島も管轄）が置かれた。すると、本国から遠かったためドイツの植民地下では蔑ろにされていた近代的な電気や水道、学校や病院などのインフラストラクチャーの充実が都市部では進み、日本人移民も増加して経済が活性化した。

### 太平洋戦争
太平洋戦争では、カロリン諸島の中でも規模の大きいチューク諸島は、日本にとっては絶対国防圏の南端として、アメリカ合衆国にとっては日本本土への突破口として両国の戦略上の要地となり、「ギルバート・マーシャル諸島の戦い」の一環としての「トラック島空襲」が繰り広げられた。これはカロリン諸島における最大の激戦で、日本は多数の艦船と航空機を失い敗北、同時期のマリアナ諸島空襲と連動して大本営に大きな影響を与えた。
なお、トラック島空襲で沈没した富士川丸は現在でもチューク諸島沖の浅瀬に残置されており、当時の原型をある程度留めたまま沈没している事から映画『タイタニック』の撮影に使用された。これを契機として現在では人気ダイビングスポットとなっている。
太平洋戦争終結後は、敗戦した日本はカロリン諸島における統治権を喪失した。代わって、アメリカ合衆国がパラオやマーシャル諸島、北マリアナ諸島を含めた地域を太平洋諸島信託統治領として統治。

### 外交史
ミクロネシア連邦は1986年にヤップ州、チューク州、コスラエ州、ポンペイ州からなる連邦国家としてアメリカ合衆国から独立。1988年12月には日本との国交を樹立し、1989年5月には東京に駐日ミクロネシア連邦大使館が開設した。一方、日本は1995年1月にポンペイ島の旧首都コロニアに在ミクロネシア連邦兼勤駐在官事務所を開設。2008年1月には大使館格上げが実施され、同時にパラオ及びマーシャル諸島の兼勤駐在官事務所を兼轄していた（パラオは2010年に、マーシャル諸島は2015年に兼轄解消）。現在でも大使館は旧首都コロニアに置かれており、パリキールには移転していない。
2018年には外交関係樹立30周年を迎え、各種事業が展開された。

## 外交関係
日本が統治していた時期があり、歴史的な繋がりがあることから要人往来は活発である。

### ミクロネシア連邦要人の訪日
ミクロネシア要人としては歴代のミクロネシア大統領が訪日を実施している。1989年と1990年にはジョン・ハグレルガムがミクロネシア連邦の大統領として初めて訪日を実施し、1992年にはベイリー・オルターが、1997年10月にはジェイコブ・ネーナが、2000年4月・2000年6月・2001年3月にはレオ・ファルカムが、2005年4月・2006年5月にはジョセフ・J・ウルセマルが訪日を実施した。
近年では、2007年から2015年にかけて長期間大統領を務めた日系人のマニー・モリが、太平洋・島サミット出席などのため計8回訪日を実施。福田康夫や菅直人や野田佳彦、安倍晋三など歴代総理大臣と会談や懇談を実施した。特に2010年の菅直人との首脳会談では、改めて日本の常任理事国入りに賛成の立場を示している。
続くピーター・マーティン・クリスチャンは計4度訪日を実施。2015年、2017年および2018年には安倍晋三との間に首脳会談が実施され、「自由で開かれたインド太平洋」構想についての話し合いが進められた。また、ピーター・マーティン・クリスチャン大統領の2017年の訪日に同行していたミクロネシア連邦外相のローリン・S・ロバートは、当時外務大臣であった河野太郎と外相会談を実施している。
2019年からミクロネシア連邦大統領を務めるディビッド・Ｗ・パニュエロは、就任直後の11月に訪日を実施。安倍晋三と首脳会談を実施して、改めて日本の常任理事国入りを支持するとともに、北朝鮮情勢などについてが話し合われた。
2025年　石破総理大臣とミクロネシアのシミナ大統領との会談は3月18日夜、総理大臣官邸でおよそ1時間半にわたって夕食をとりながら行われた。この中で石破総理大臣は「日本とミクロネシアは基本的な価値と原則を共有する重要なパートナーだ。地域の戦略環境が複雑さを増す中でも、太平洋島しょ国とともに歩んでいく」と述べた。そして両首脳は、海洋進出を強める中国も念頭に、自由で開かれたインド太平洋の実現に向けて協力していくことを確認した。また、日本がミクロネシアに対し、自然災害への備えや、海底ケーブルなどの通信インフラの整備の分野で支援を行っていくことで合意した。一方、石破総理大臣が、東京電力福島第一原発の処理水の海洋放出について、引き続き科学的根拠に基づき透明性をもって対応していく考えを伝えたのに対し、シミナ大統領は会談に先立って福島第一原発を訪問したことに触れ「日本の透明性のある取り組みを歓迎する」と応じた。

### 日本要人のミクロネシア連邦訪問
2018年3月および2019年1月には、内閣総理大臣補佐官の薗浦健太郎がミクロネシア連邦を訪問し、「自由で開かれたインド太平洋」構想の実現に向けた協議を実施。
2018年には、太平洋島嶼国地域担当大使の髙田稔久が外交関係樹立30周年を記念してポンペイ島を訪問した。
2019年8月には外務大臣の河野太郎がミクロネシア連邦を訪問。新大統領となったデイヴイッド・Ｗ・パニュエロへの表敬や、ミクロネシア連邦外相のローリン・S・ロバートと二度目の外相会談を実施した。

## 経済交流
日本はミクロネシア連邦に対し2017年までに累計300億円以上の経済援助を実施しており、アメリカ合衆国やオーストラリアと並ぶ重要な援助国である。支援内容はミクロネシア連邦が海外に石油を頼っていることからエネルギー面や、広い海域に島々が点在している島嶼国であることを背景に運輸面、もしくは漁業が主要産業であることから水産面が多い。クリーンエネルギーへの転換を支援する「太陽光を活用したクリーンエネルギー導入計画（5.3億円）」や電力の安定供給のための「コスラエ州電力セクター改善計画（11.93億円）」、離れた各州を結ぶ「国内海上輸送能力向上計画（11.1億円）」、ポンペイ州の漁業能力を向上させる「ポンペイ州タカティック漁港整備計画（12.05億円）」などが近年の例である。また2008年に実施された「ポンペイ国際空港改善計画（29.13億円）」はミクロネシア連邦への支援で最大規模のものであり、日本のODAとして有名なものである。
2019年の日本の対ミクロネシア連邦貿易は、輸入14.9億円に対し輸出17.9億円と、輸出入がほぼ釣り合っている状態にある。輸入品は主にマグロやカツオなどの魚介類で、一方で輸出品は工業製品など。ミクロネシア連邦にとって日本はアメリカ合衆国やグアム、北マリアナ諸島、シンガポールなどと並ぶ重要な貿易相手国である。

## 文化交流
2016年に世界文化遺産に登録されたナン・マドール遺跡は、かねてより国際協力推進協会を通して日本から保全や世界遺産登録のための支援が実施されてきた。登録後も支援は続いており、2019年には草の根文化無償資金協力による「ナン・マドール・ビジターセンター建設計画」が両国間で署名され、同年には起工式も開催。
在ミクロネシア日本国大使館は日本文化の広報・発信活動を展開している。
学生のミクロネシア訪問も盛んであり、上智大学学生、早稲田大学学生、麗澤大学学生、立命館大学学生などがミクロネシアを訪問している。

## 外交使節

### 駐日ミクロネシア連邦大使
1. マサオ・ナカヤマ（英語版）[68]（中山利生、1989～1997年、信任状捧呈は12月7日[69]）
  - （臨時代理大使）ジェームス・A・ナイチ（1997～1998年）
2. アリク・アリク（英語版）（1998～2003年、信任状捧呈は4月27日[70]）
3. カシオ・イー・ミダ（2004～2008年、信任状捧呈は5月17日[71]）
4. ジョン・フリッツ（2008年～、信任状捧呈は4月16日[72]）

## ギャラリー

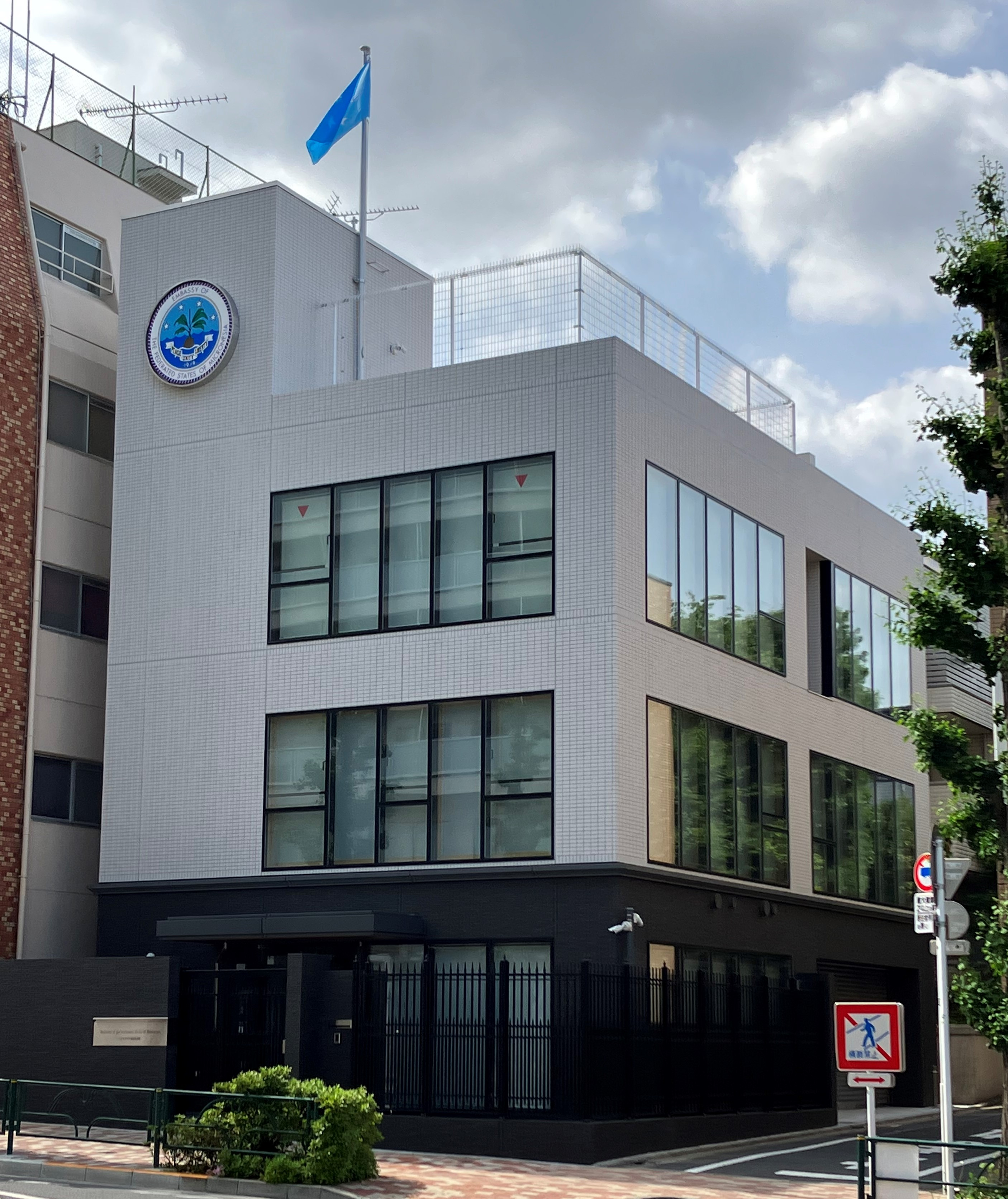
駐日ミクロネシア連邦大使館
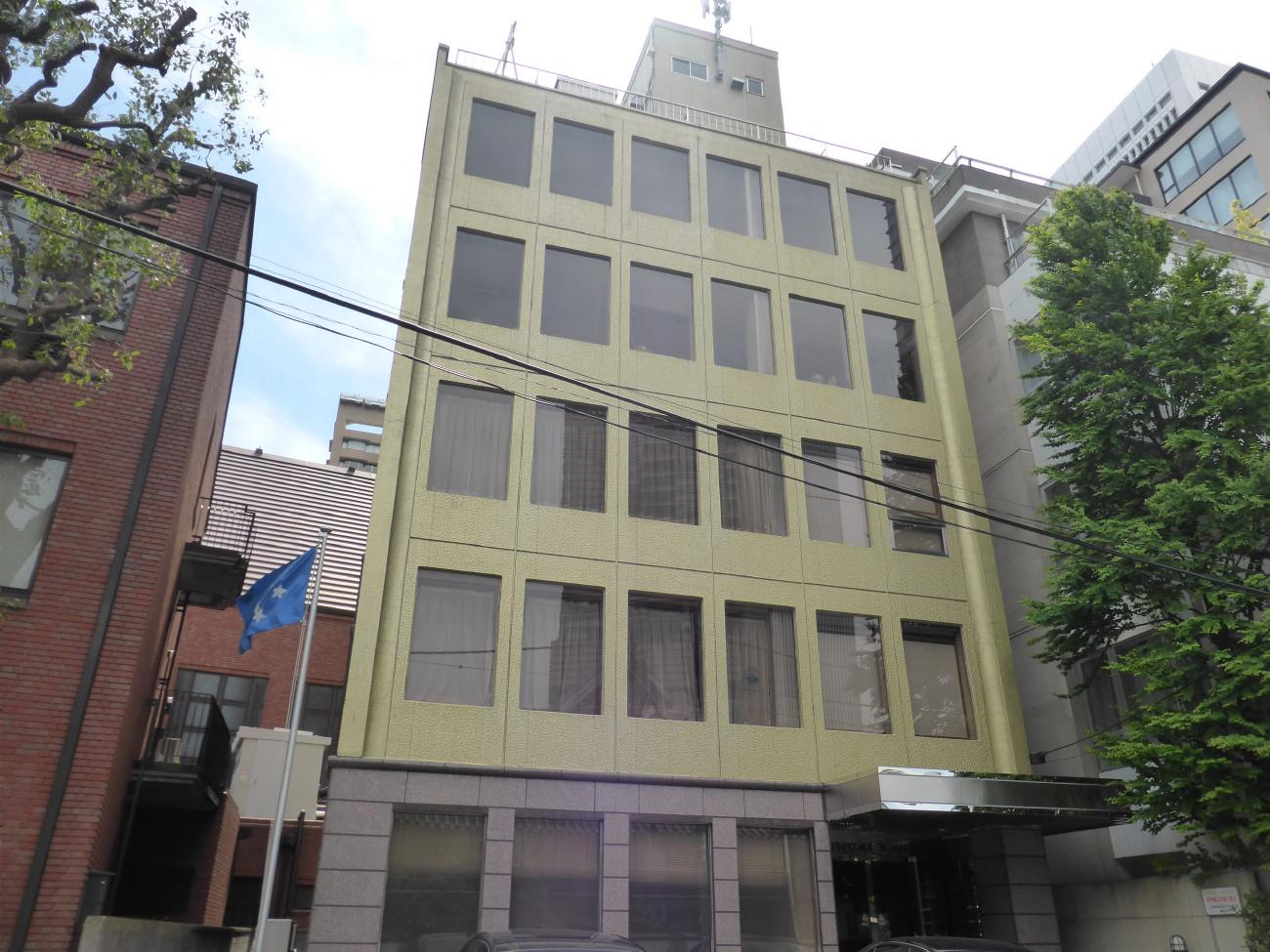
2023年2月まで駐日ミクロネシア大使館が入居していたビル（東京）
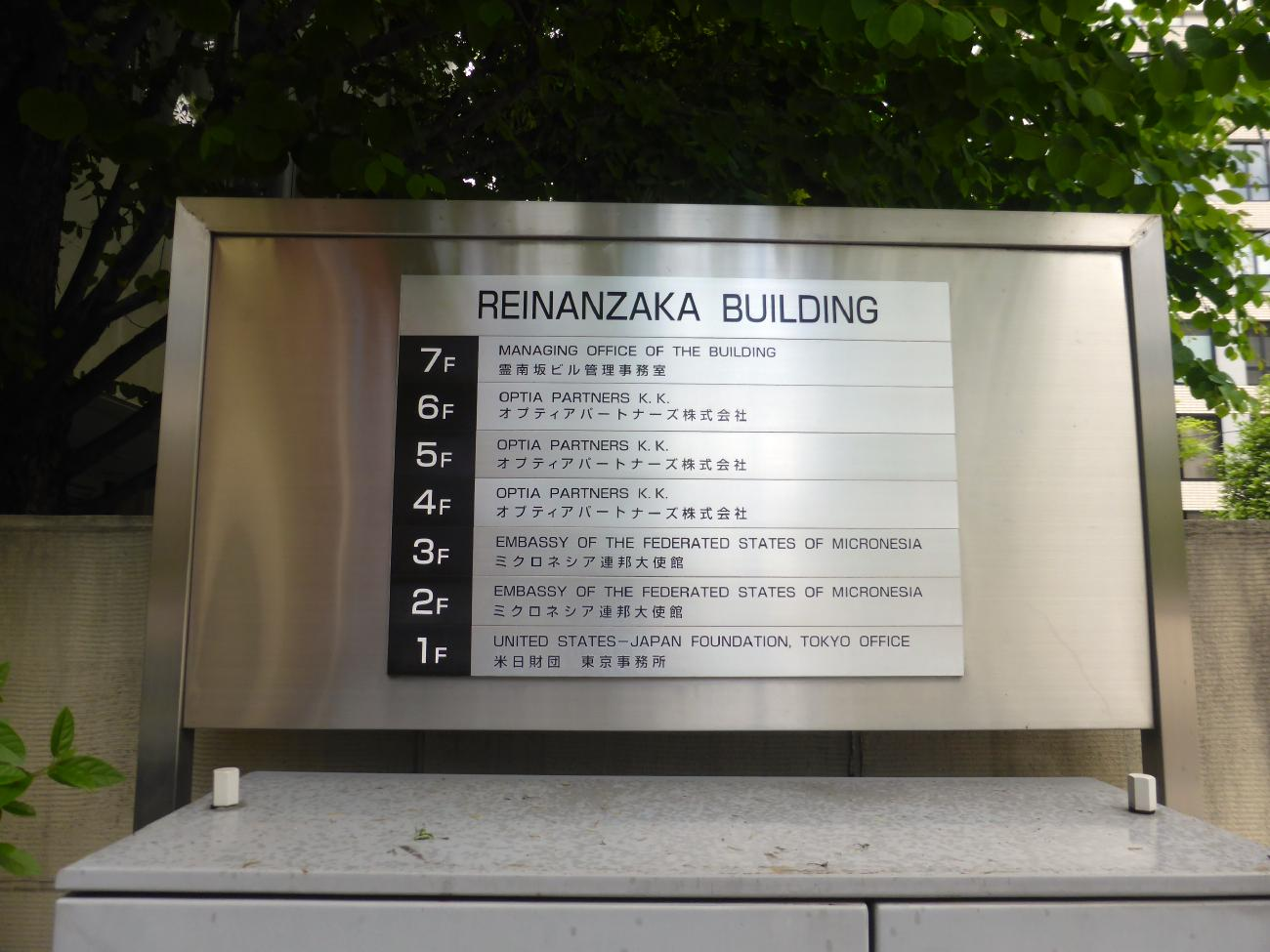
2023年2月までミクロネシア大使館が入居していたビルの案内板
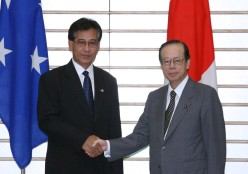
福田康夫とマニー・モリの首脳会談・握手（東京）
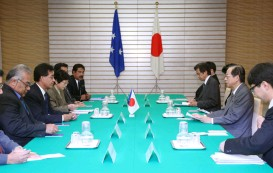
福田康夫とマニー・モリの首脳会談・談議（東京）
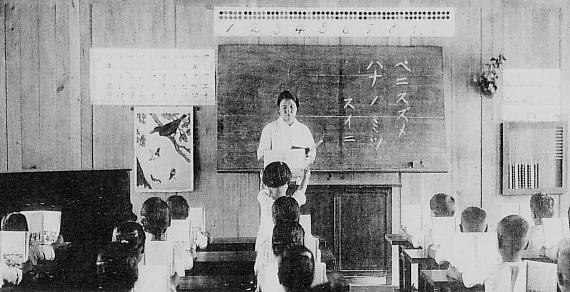
トラック島の公学校における日本語教育の様子（1930年代）
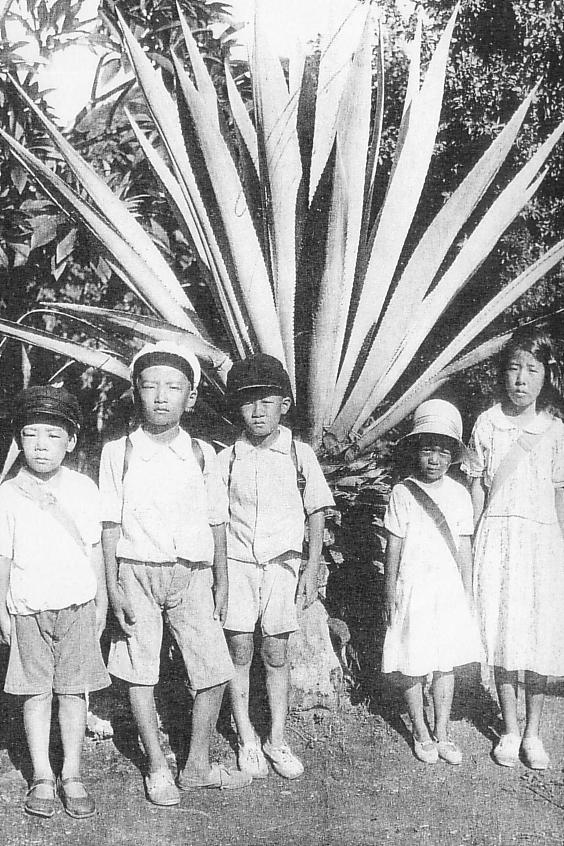
トラック島の日本人小学生
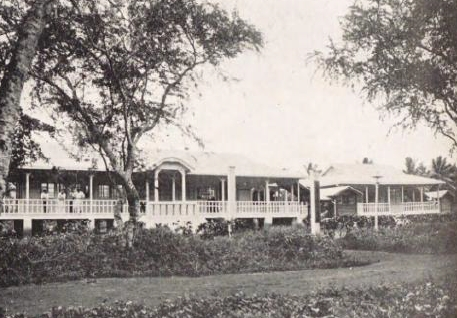
ポンペイ島に開設したポナペ医院
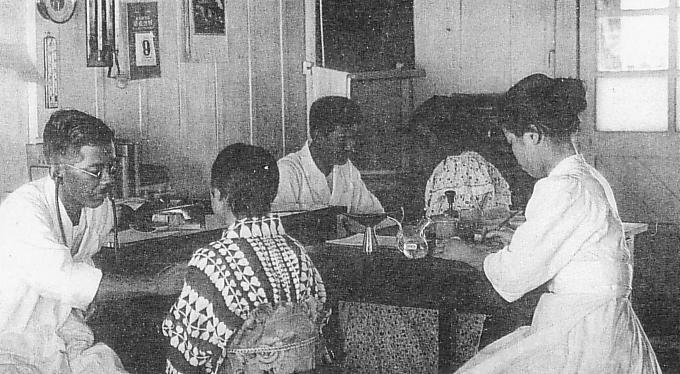
トラック医院における診察の様子（1930年代）
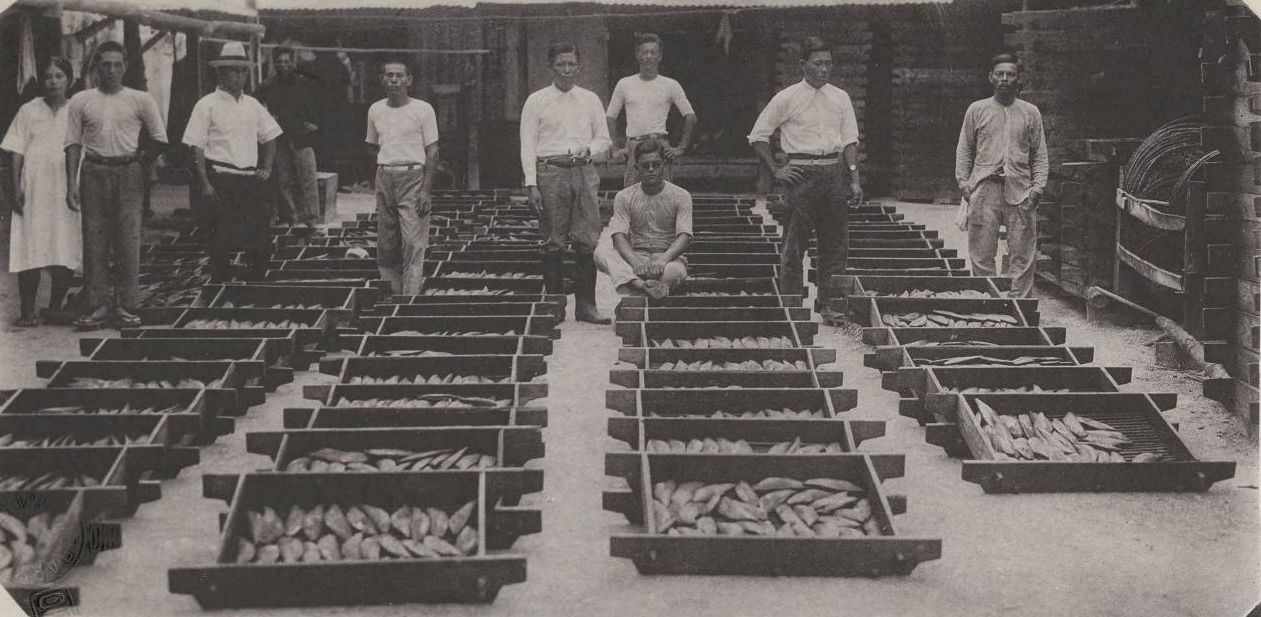
チューク諸島における鰹節生産の様子
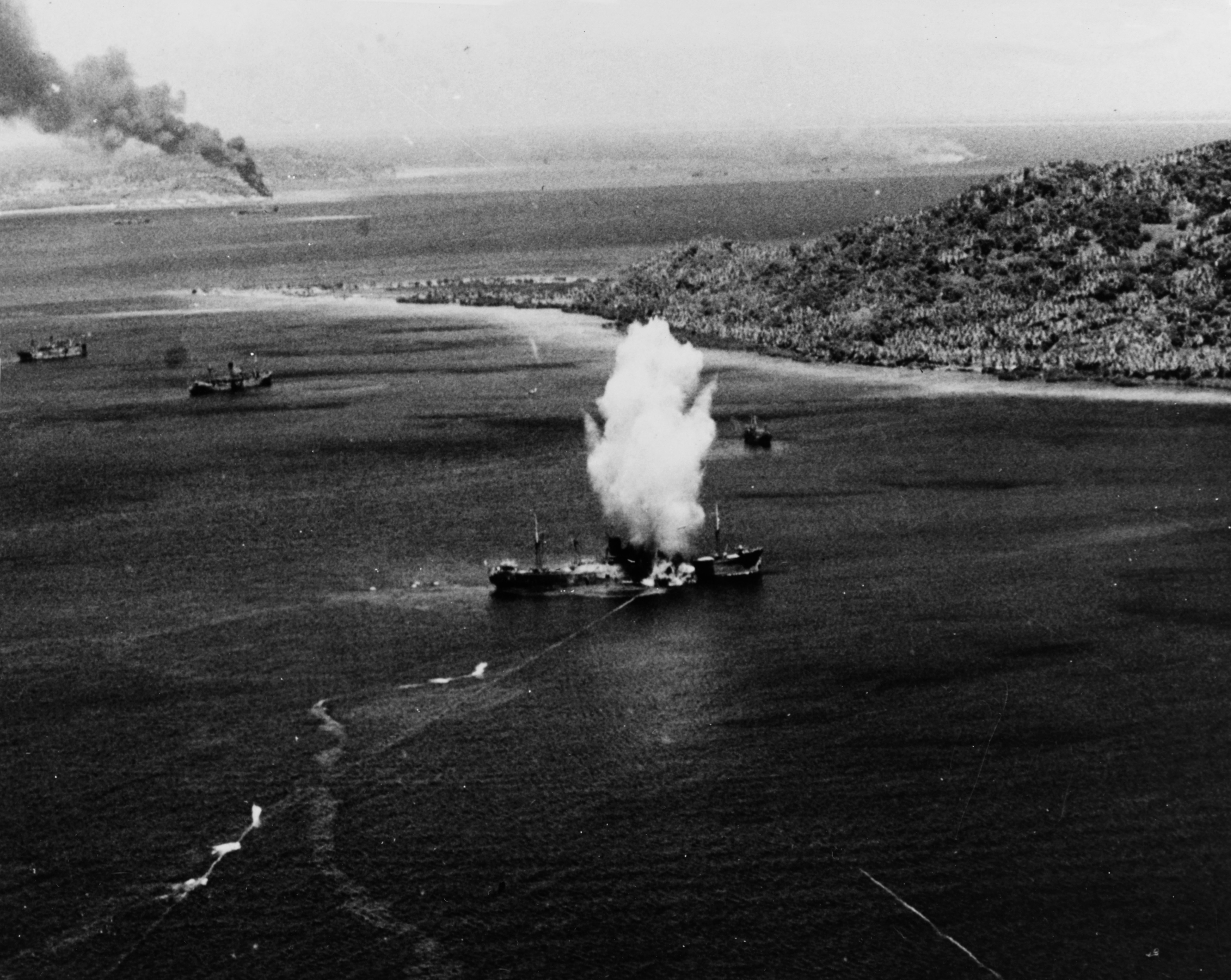
トラック環礁で米空母エンタープライズ第10雷撃隊（VT-10）のTBF アベンジャーに攻撃される天城山丸
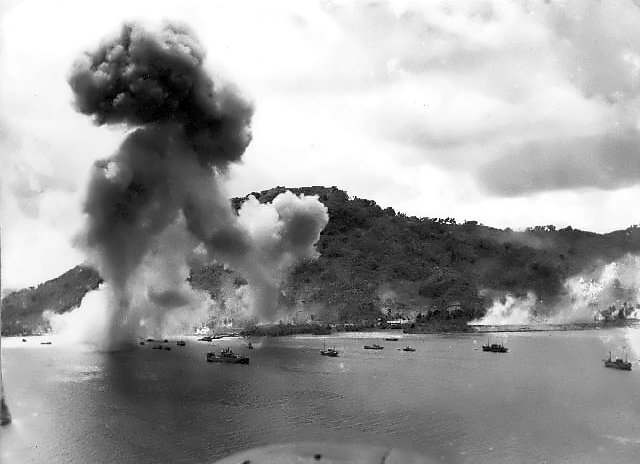
艦載機の攻撃を受けるトラック島の港
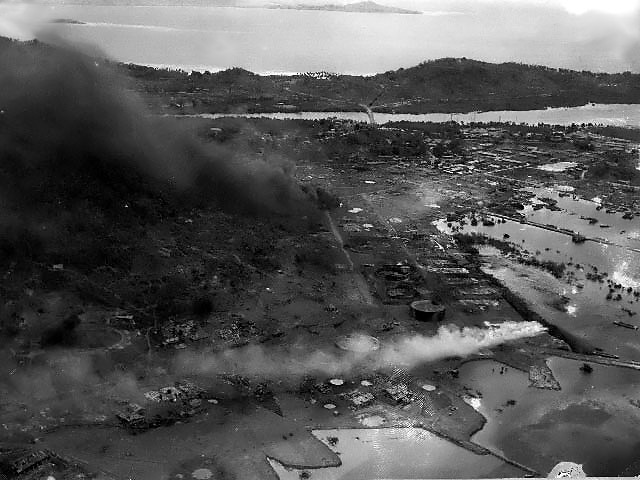
空爆されるチューク諸島
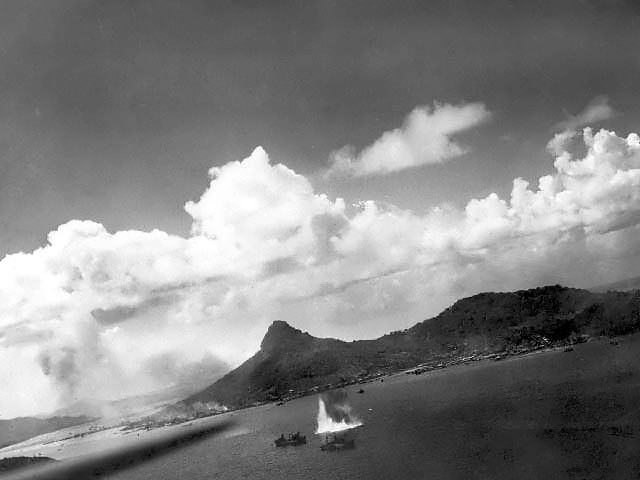
空襲を受ける北洋丸
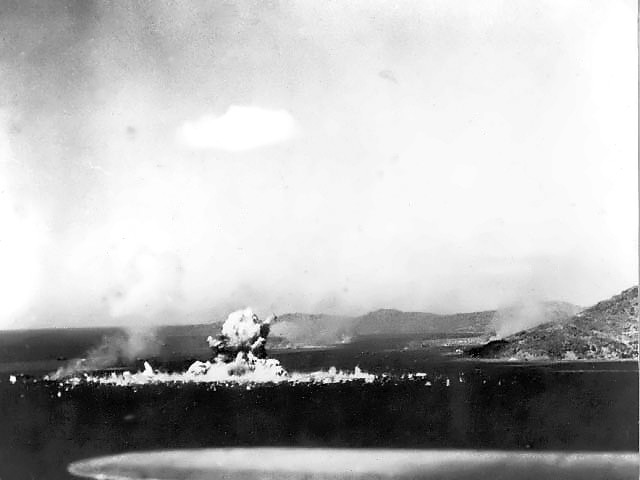
攻撃を受け大爆発する愛国丸
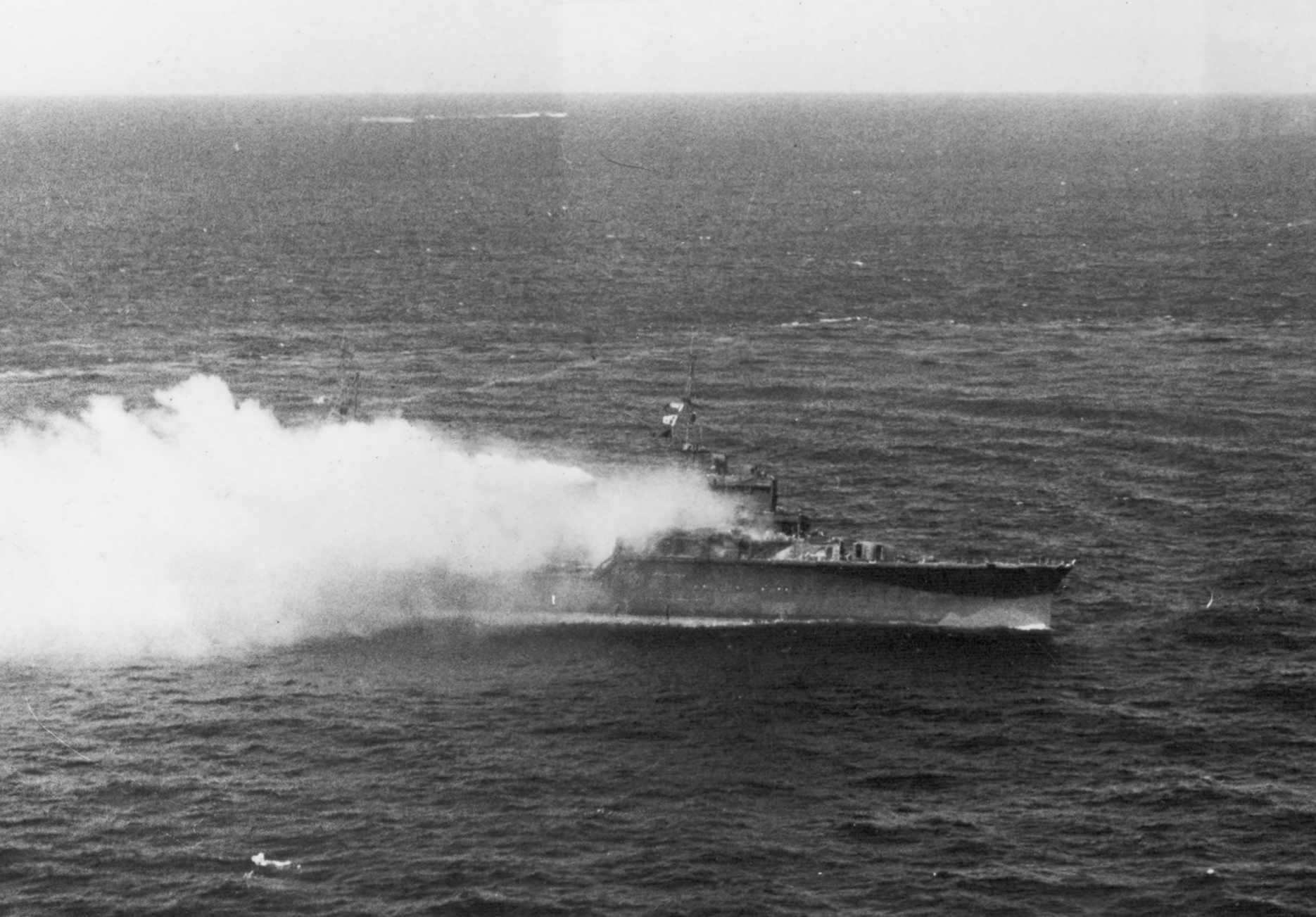
攻撃を受け炎上する香取
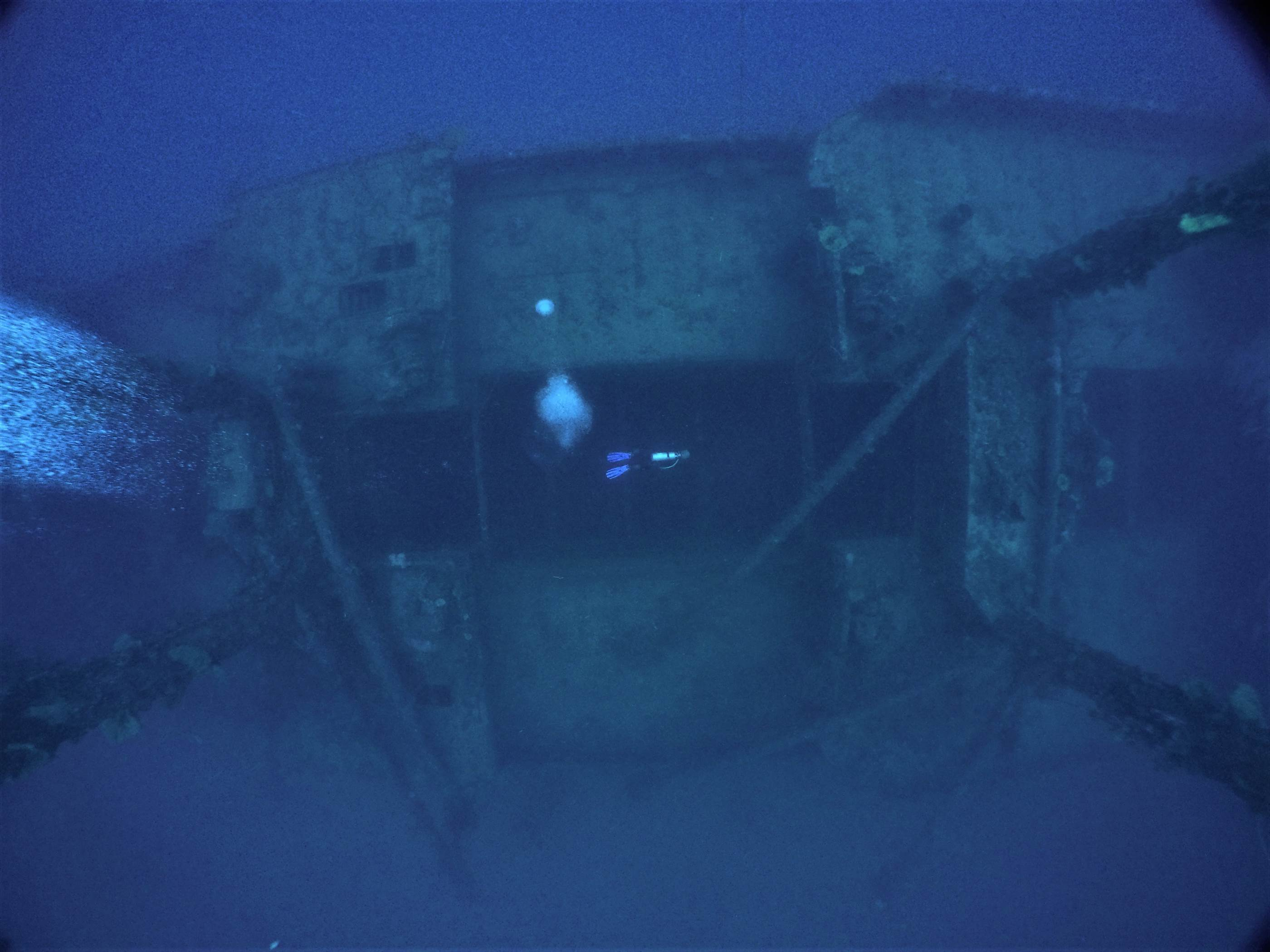
トラック島沖に沈んだ愛国丸
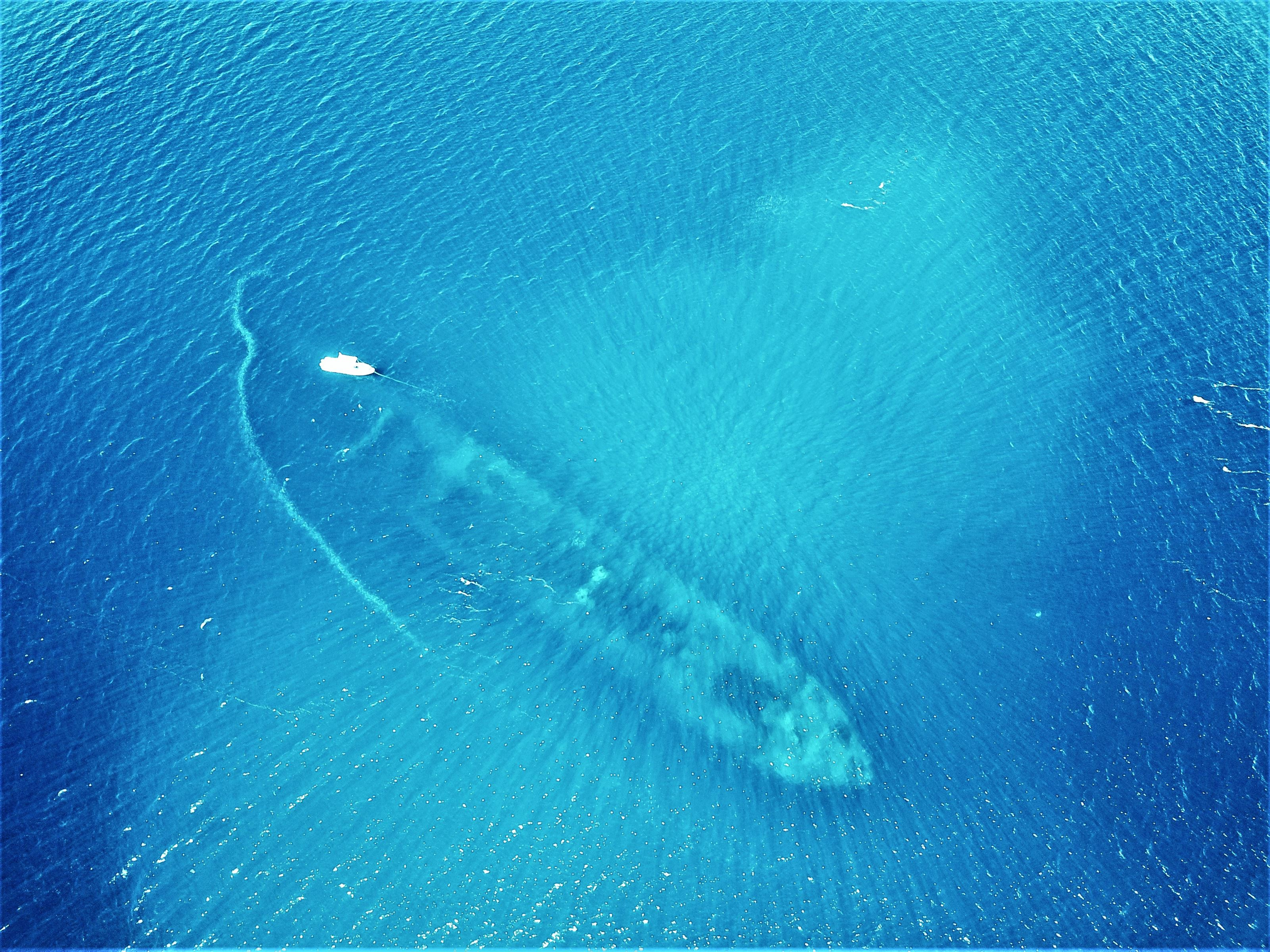
トラック島空襲で沈んだ富士川丸の空撮
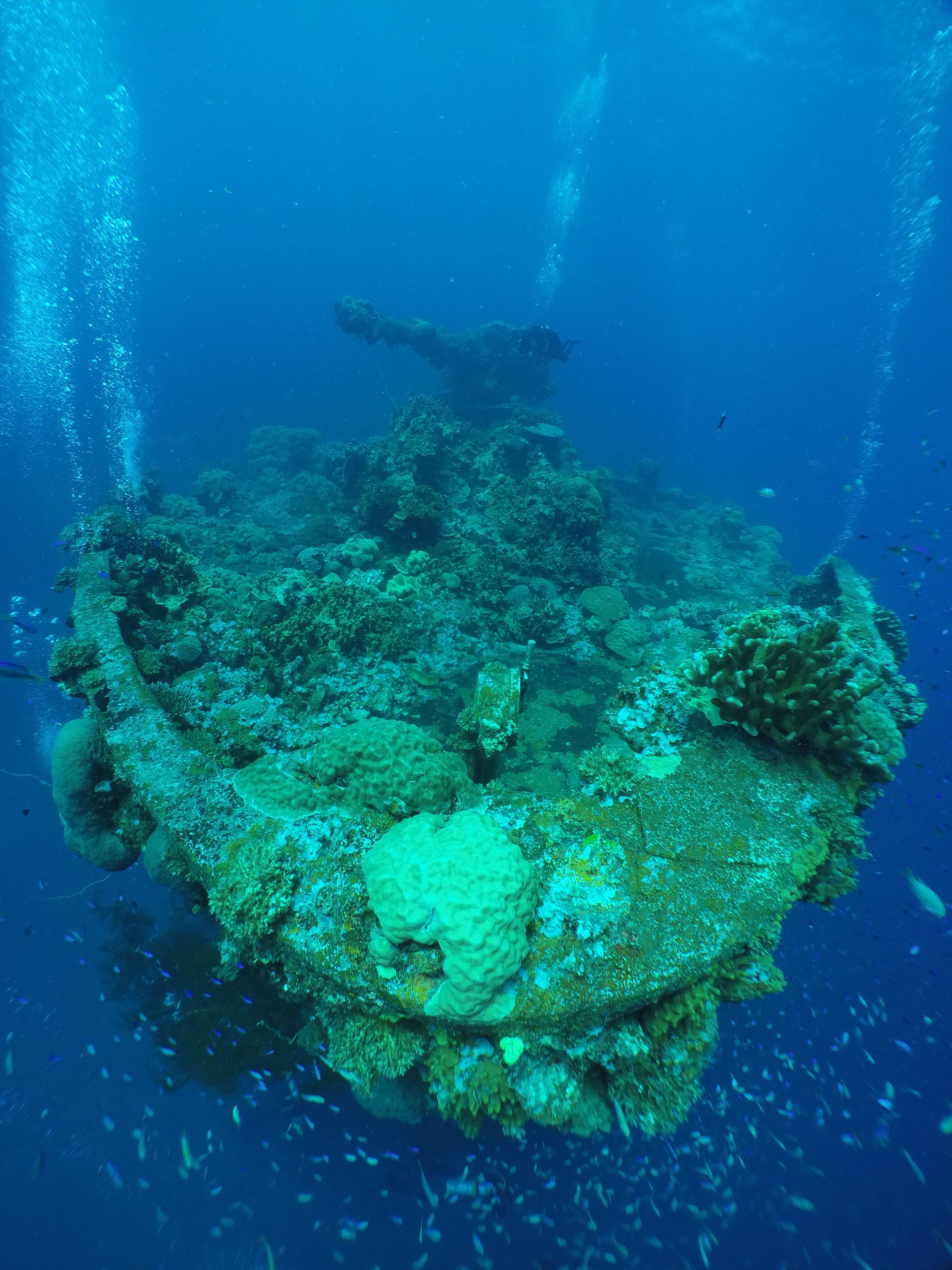
富士川丸の船首と船首砲
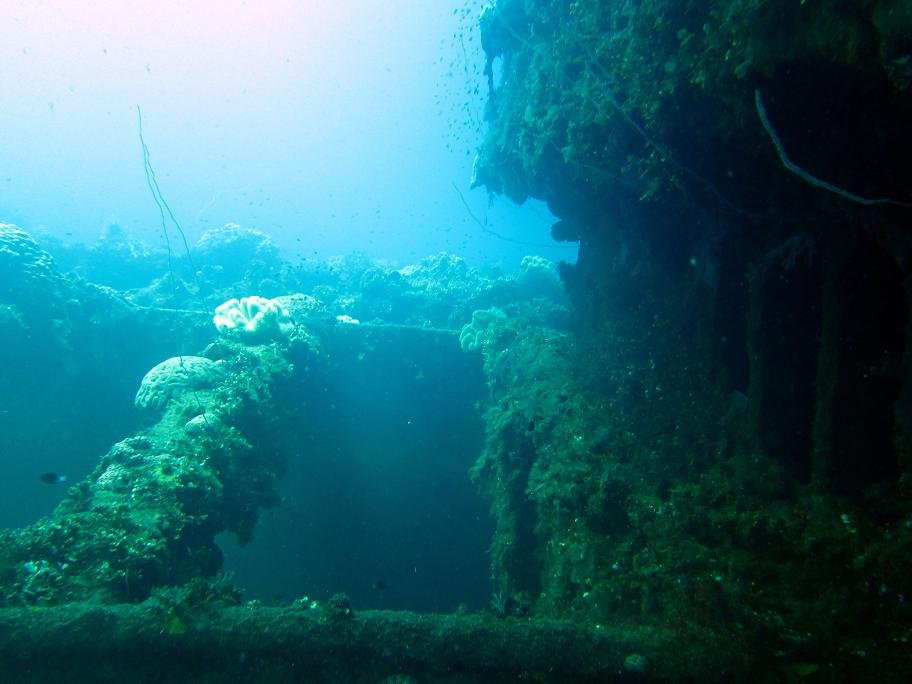
沈んだ富士川丸
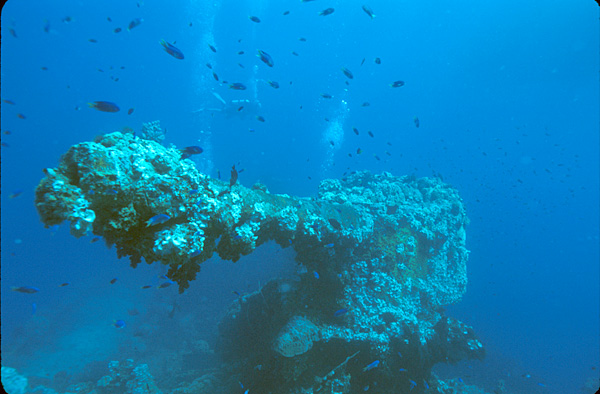
富士川丸の船首砲
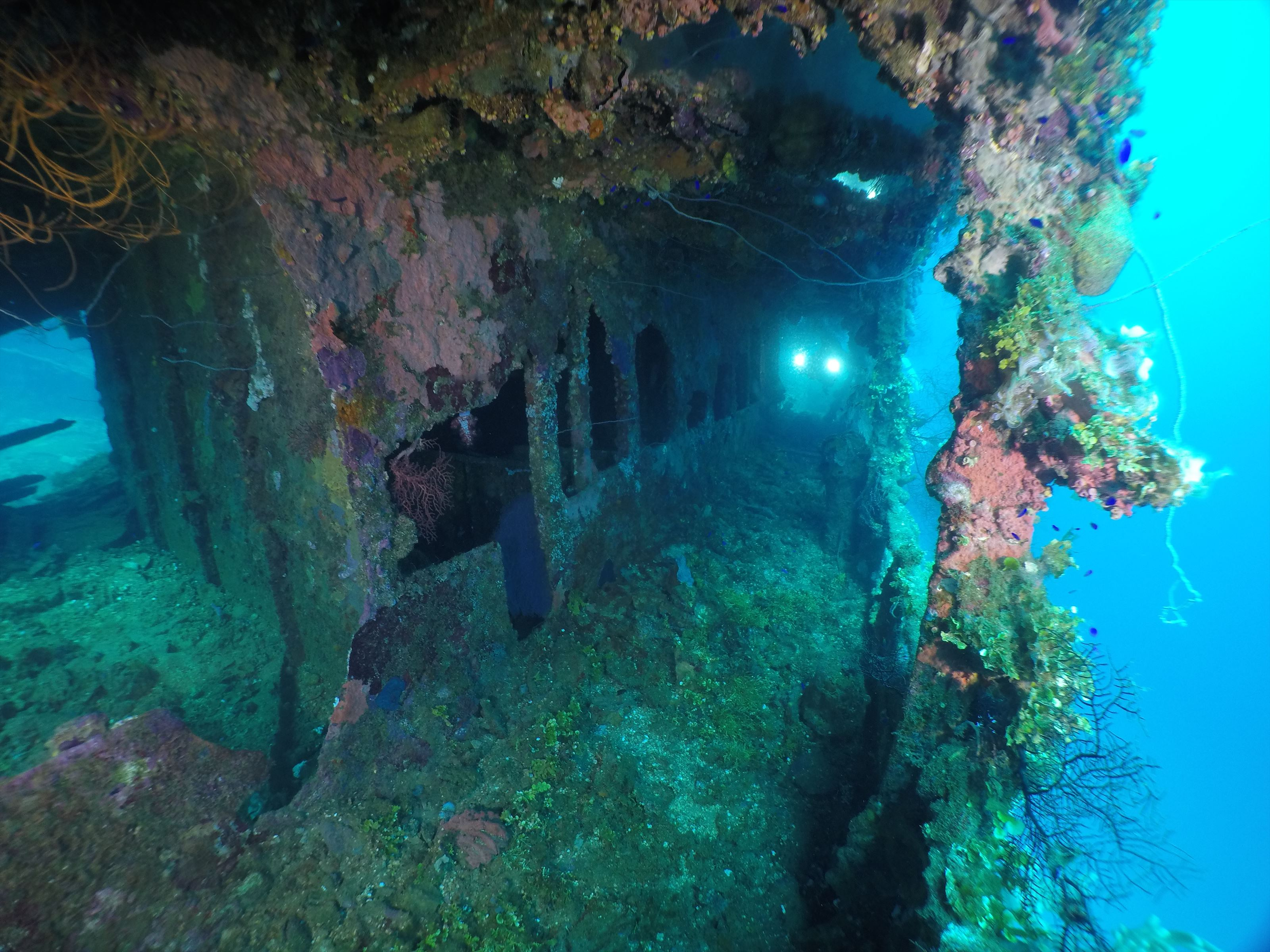
富士川丸のデッキ通路
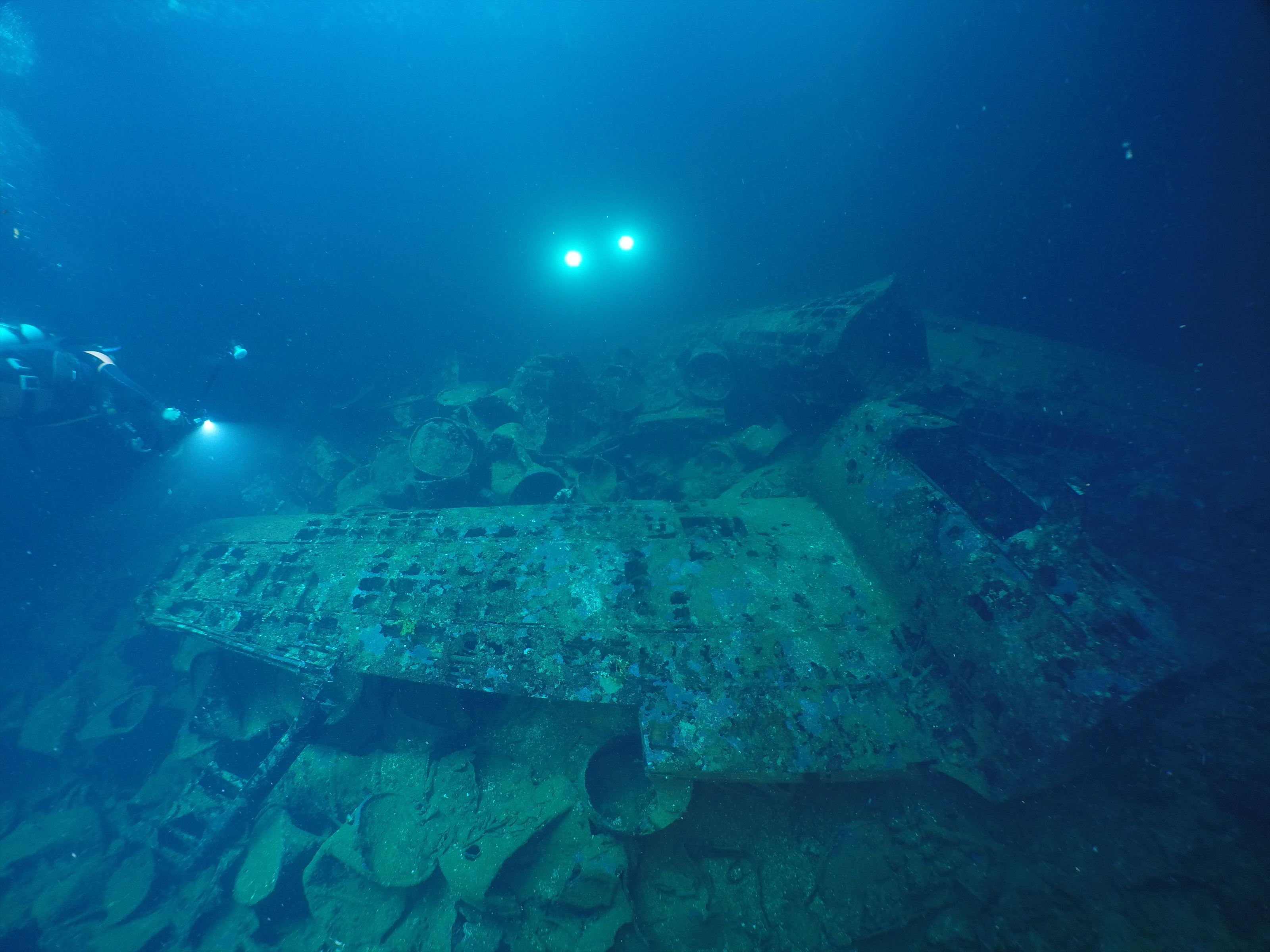
船倉にある零式艦上戦闘機
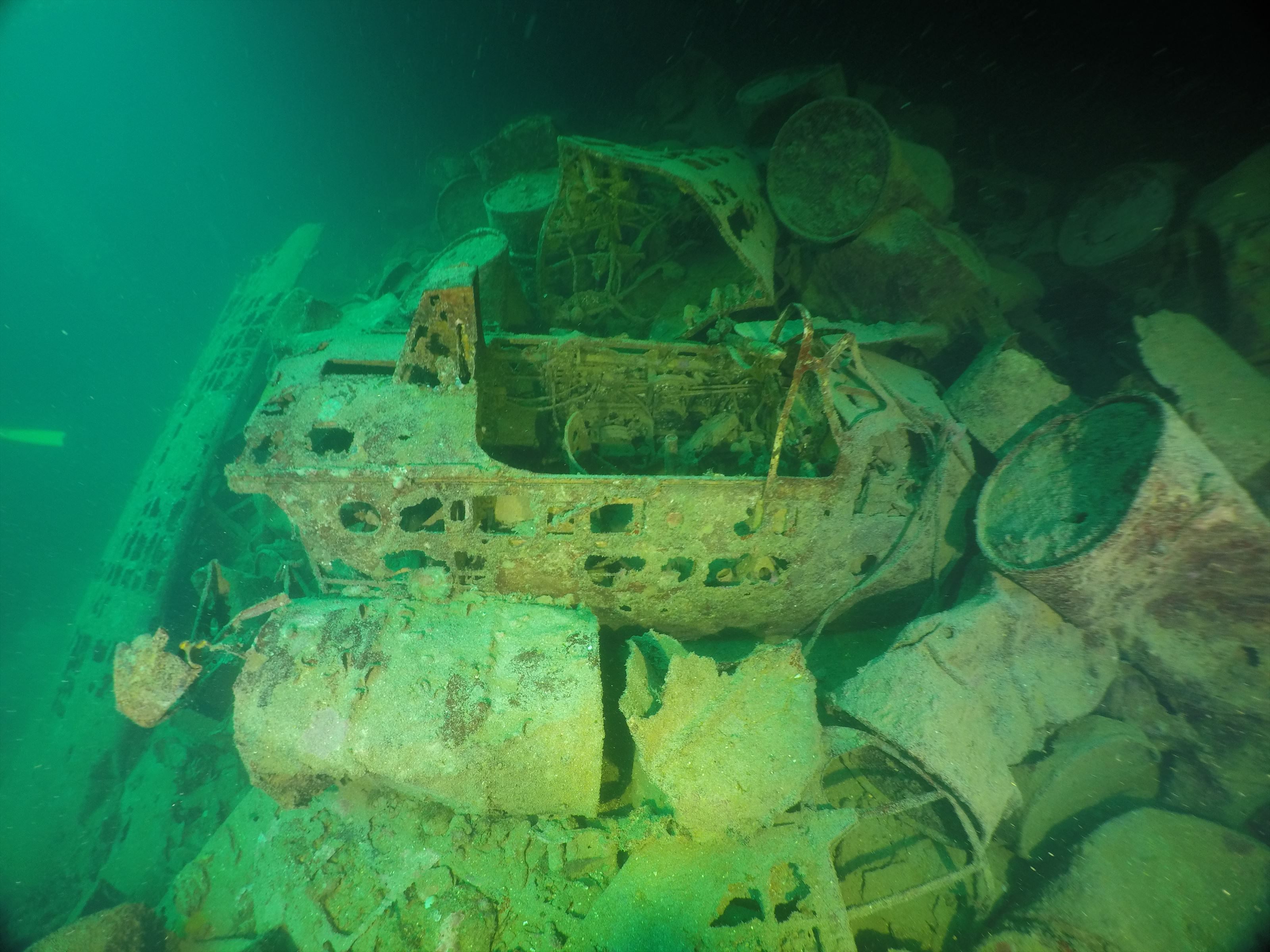
零式艦上戦闘機の操縦席
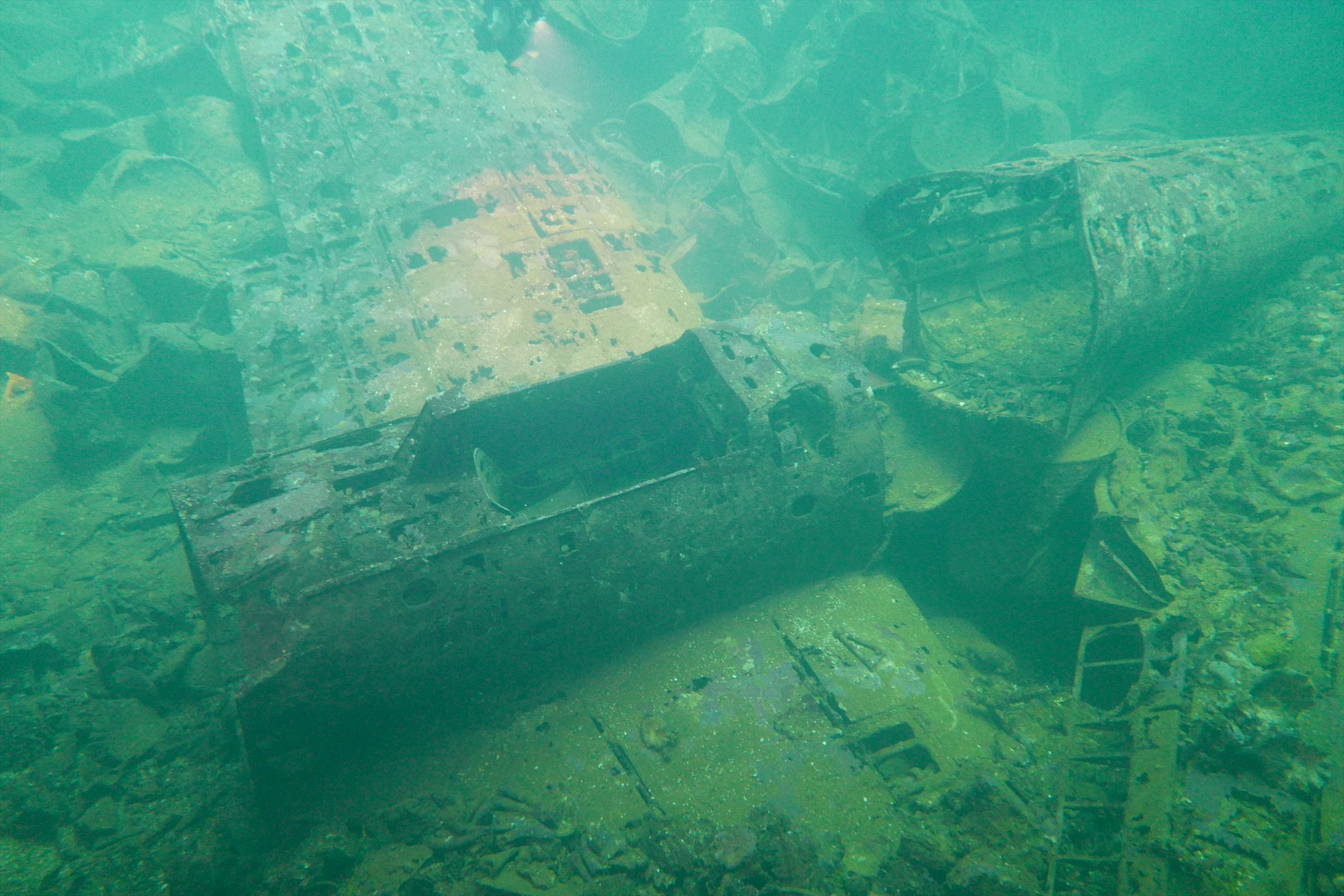
零式艦上戦闘機の操縦席と翼
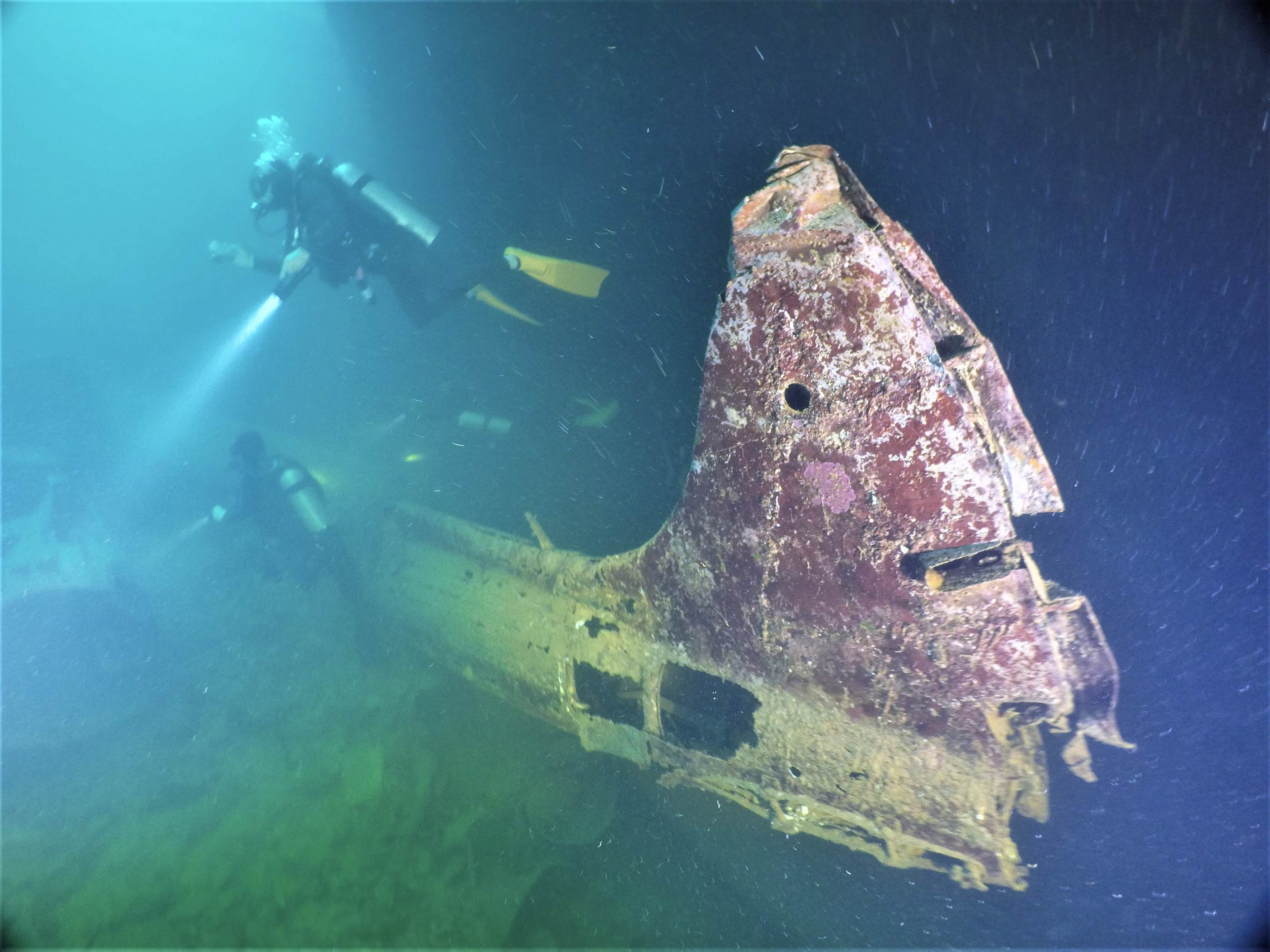
船倉にある九六式艦上戦闘機